# جرونتوفیلیا

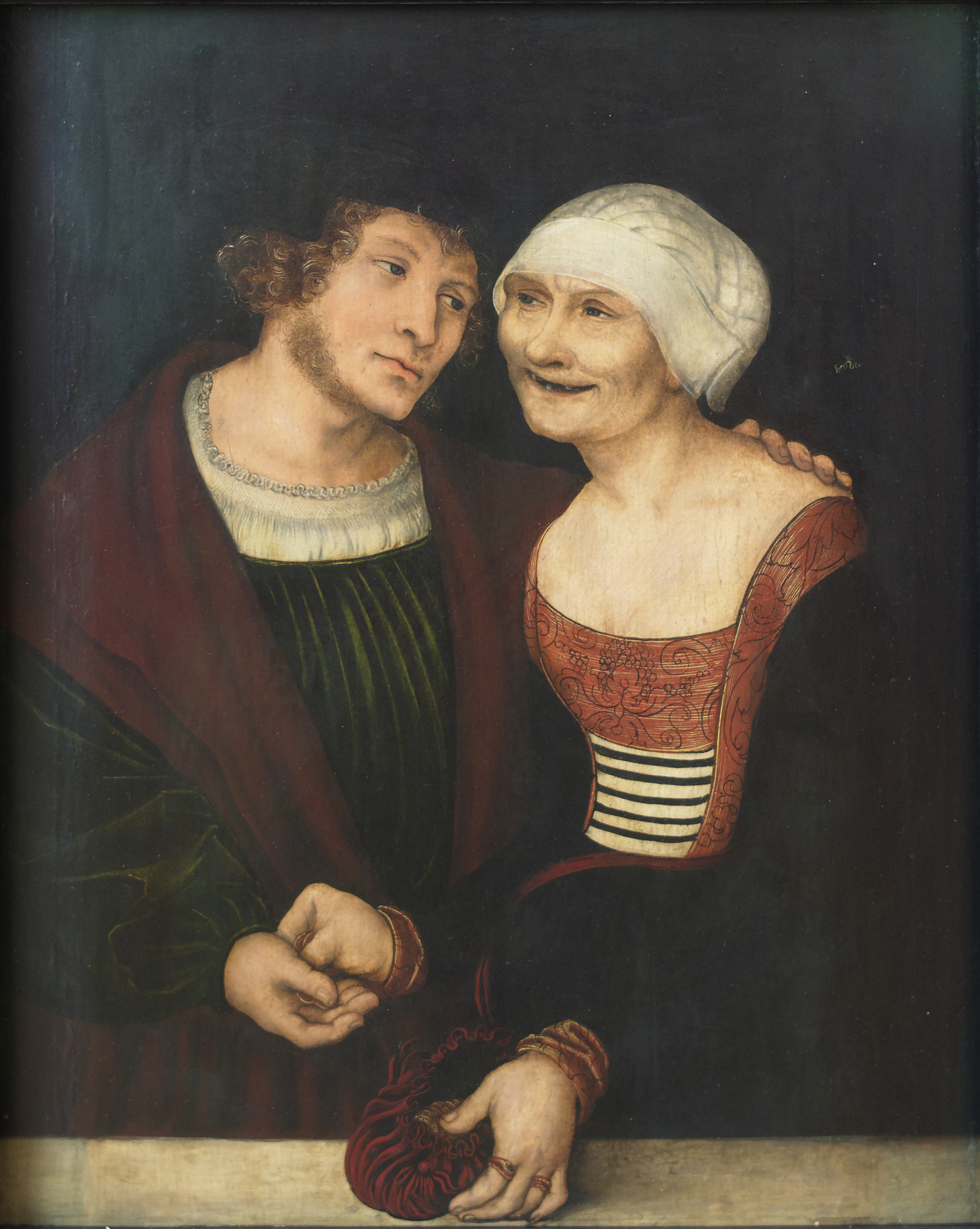
نقاشی زوج ناهمسان: مرد جوان و پیرزن اثر لوکاس کراناخ پدر

جرونتوفیلیا (به انگلیسی: Gerontophilia) یا پیردوستی نوعی  گرایش جنسی است که در دختران و پسران جوان به وجود می‌آید و تمایل آن‌ها را برای همیشه معطوف به اشخاص مسن می‌دارد.
پیردوستی به تلاش برای یافتن شریک جنسی پیرتر گفته می‌شود.
برخی افراد به افراد مسن تر از خود علاقه‌مند هستند. قابل اعتماد بودن و ابتکار افراد مسن اغلب از دلایل پیردوستی است.
پیردوستی در هنر و ادبیات، در قالب ارتباطات افراد مسن و جوان ترها نمود پیدا می کند.

## روانپزشکی
در روانپزشکی، از پیردوستی معمولاً به عنوان یک اختلال جنسی نام برده می‌شود.

## پیرگرایی و حقوق
هیچ ممنوعیتی در مورد روابط جنسی بین افراد با اختلاف سنی وجود ندارد. ازدواج بین این افراد ممنوعیت ندارد. سوء استفاده جنسی از افراد مسن همانند سایر سوء استفاده‌های جنسی دارای مجازات قضایی است.